# Alcaravela
Alcaravela é uma povoação portuguesa sede da Freguesia de Alcaravela do Município do Sardoal, freguesia com 36,70 km² de área e 779 habitantes (censo de 2021), tendo, por isso, uma densidade populacional de 21,2 hab./km².

## Demografia
A população registada nos censos foi:
| Distribuição da População por Grupos Etários | Distribuição da População por Grupos Etários | Distribuição da População por Grupos Etários | Distribuição da População por Grupos Etários | Distribuição da População por Grupos Etários |
| -------------------------------------------- | -------------------------------------------- | -------------------------------------------- | -------------------------------------------- | -------------------------------------------- |
| Ano                                          | 0-14 Anos                                    | 15-24 Anos                                   | 25-64 Anos                                   | > 65 Anos                                    |
| 2001                                         | 144                                          | 164                                          | 484                                          | 292                                          |
| 2011                                         | 96                                           | 91                                           | 477                                          | 240                                          |
| 2021                                         | 65                                           | 68                                           | 361                                          | 285                                          |